# دانيال إيدلمان
دانيال إيدلمان (بالإنجليزية: Daniel Edelman)‏ هو شخصية أعمال أمريكي، ولد في 3 يوليو 1920 في مانهاتن في الولايات المتحدة، وتوفي في 15 يناير 2013 بسبب قصور القلب.